# رود لیشته
رود لیشته رودی است به شوارتسا می‌ریزد. این رود از کشور آلمان می‌گذرد.